# Dalton Vigh
Dalton Vigh de Souza Vales (Río de Janeiro, 10 de julio de 1964) es un actor de teatro y televisión brasileño.

## Primeros años
Nacido en Río de Janeiro, su familia se mudó a Santos, São Paulo, cuando tenía sólo tres años de edad. Fue criado por su madre y por su abuela. Es licenciado en Publicidad en la Facultad Metodista de São Bernando, pero no siguió la carrera. También estudió teatro en la Escuela de Arte Dramática Célia Helena. Trabajó como maestro de inglés antes de actuar.

## Carrera
Su carrera televisiva comenzó en la antigua Rede Manchete, donde actuó en la telenovela Tocaia Grande. En el año 2000 fue presentador del programa Top TV. También fue presentador del canal de cable People+Arts
Su gran éxito actoral, por el cual obtuvo reconocimiento internacional y que figura en la principal cadena de televisión de Brasil, fue su personaje de Said en la exitosa telenovela El clon, de la Rede Globo. También ha hecho alguno éxito en Latinoamérica como el protagonista de la telenovela Dos Caras, Marconi Ferraco o Adalberto Rangel (villano redimido en el curso de la trama), y con su actuación especial en la telenovela Xica Da Silva, como el inquisidor Expedito.
Fue protagonista en las telenovelas brasileñas Pérola Negra, Vidas Cruzadas, Dos caras y Fina Estampa, y el personaje antagónico en El clon y en O Profeta, ambos de la Rede Globo.
Él también actúa en el teatro y en el cine.

## Vida privada
Le encanta el rock and roll y el equipo de fútbol Fluminense. Dalton ha vivido en pareja con sus exnovias, las actrices Micaela Góes y Bárbara Paz. Ha negado los rumores de que vivió romances con las actrices Alinne Moraes y Marjorie Estiano, durante la grabación de la telenovela Dos caras. En 2011, se comprometió con la actriz Camila Czerkes y el matrimonio se llevó a cabo el 2 de junio de 2012, en una granja en São Paulo.

## Trabajos

### Telenovelas
- 1995:	Tocaia Grande
- 1996:	Xica da Silva
- 1997:	Os Ossos do Barão
- 1998:	Pérola Negra
- 1998:	Estrela de Fogo
- 1999:	Terra Nostra
- 1999: Andando nas Nuvens
- 2000: Vidas Cruzadas
- 2001:	El clon
- 2004:	Malhação
- 2004: Começar de Novo
- 2006: El profeta
- 2007:	Dos caras
- 2008: Negócio da China
- 2011: Fina Estampa
- 2012: La guerrera
- 2015: I Love Paraisópolis
- 2016: Liberdade, Liberdade
- 2018: As Aventuras de Poliana

### Miniseries
- 2003:	La casa de las siete mujeres
- 2009	Cinquentinha
- 2011:	Amor em quatro atos

### Series
- 2000: Sãos & Salvos!
- 2002:	Os Normais (Episodio: O Normal a Ser Feito)
- 2005:	Sob Nova Direção
- 2006:	Linha Direta Justiça (Episodio: O Incêndio do Gran Circus Norte-Americano)
- 2008:	Casos e Acasos
- 2008: Episódio Especial
- 2010:	As Cariocas (Episodio: A Adúltera da Urca)
- 2010: Na Forma da Lei
- 2010: S.O.S. Emergência
- 2011: Lara com Z
- 2012: As Brasileiras (Episodio: A Doméstica de Vitória)

### Presentador
- 2000:	Top TV
- 2001 - 2002:	People&Arts

### Cine
- 1994:	O Porão
- 1999:	Por Trás do Pano
- 2004:	Vida de Menina
- 2004: Mais uma Vez Amor
- 2006:	Mulheres do Brasil
- 2011:	Corpos Celestes

### Teatro
- Ressuscito
- Futuro do Pretérito
- A Semente
- As Viúvas
- Camila Baker
- Os Sete Gatinhos
- Medeia
- Nunca se Sábado
- As Viúvas
- A Importância de ser Fiel
- Cloaca
- Vamos
- Azul Resplendor

## Premios y nominaciones
- 2007: Nominado para Premio Contigo de Mejor Actor de reparto, telenovela O Profeta[22]
- 2008: Nominado para Premio Contigo de Mejor Actor, telenovela Duas Caras[23]
- 2008: Nominado para Premio Contigo de Mejor Pareja romántica, telenovela Duas Caras[24]
- 2010: Nominado para Premio Qualidade Brasil de Mejor Actor de reparto, miniserie Cinquentinha[25]
- 2011: Ganador del título de actor maduro más sexi del año por el site Ohhtel.[26]
- 2012: Nominado para Prêmio Contigo de mejor actor de reparto, serie Lara com Z.[27][28]